# Carl Kiehn
Carl Kiehn (* 24. Dezember 1833 in Zalesie, Kreis Schubin; † 3. Dezember 1894) war ein deutscher Rittergutsbesitzer und Abgeordneter.

## Leben
Kiehn besuchte das Thorner Gymnasium und das Köllnische Gymnasium zu Berlin. Er studierte an der Friedrich-Wilhelms-Universität Berlin, der Ruprecht-Karls-Universität Heidelberg und der Rheinischen Friedrich-Wilhelms-Universität Bonn. Er wurde im Corps Neoborussia Berlin (1855) und im Corps Guestphalia Heidelberg (1856) recipiert. Nach dem Studium wurde er Landwirt und Besitzer des Ritterguts Zalesie bei Exin. Am Deutschen Krieg und Deutsch-Französischen Krieg nahm Kiehn als Offizier teil. Sein letzter Dienstgrad war Rittmeister.
Seit einer Nachwahl am 4. August 1870 saß Kiehn bis 1882 als Abgeordneter des Wahlkreises Bromberg 3 (Schubin, Inowraclaw) im Preußischen Abgeordnetenhaus. Er gehörte der Fraktion der Nationalliberalen Partei an. 
Er starb kurz vor seinem 61. Geburtstag. Sein Sohn Georg Kiehn war ebenfalls Mitglied des Preußischen Abgeordnetenhauses.